# Penteno
Los pentenos son alquenos cuya fórmula química es C
5H
10. Su estructura molecular se caracteriza por la presencia de un doble enlace. Existen seis pentenos, que se diferencian entre sí por la cadena de los átomos de carbono, que puede adoptar una forma lineal o ramificada, y por la configuración adoptada por el doble enlace  (cis o trans).

## Isómeros lineales
El 1-penteno es una alfa-olefina . El 1-penteno se obtiene comúnmente como subproducto del craqueo térmico o catalítico del petróleo, o durante la producción de etileno y propileno mediante el craqueo térmico de fracciones de hidrocarburos.
El único fabricante comercial de 1-penteno es Sasol Ltd, que lo separa del crudo elaborado mediante el proceso Fischer-Tropsch.
El 2-penteno tiene dos isómeros geométricos, cis-2-penteno y trans-2-penteno. El cis-2-penteno se utiliza en la metátesis de olefinas .

## Isómeros de cadena ramificada
Los isómeros ramificados son el 2-metilbut-1-eno, el 3-metilbut-1-eno (isopenteno) y el 2-metilbut-2-eno (isoamileno).
|                  |
| 2-metil-1-buteno |

|                  |
| 3-metil-1-buteno |

|                  |
| 2-metil-2-buteno |

El isoamileno es uno de los tres subproductos principales del craqueo catalítico profundo (deep catalytic cracking o DCC), proceso muy similar al operación del craqueo catalítico fluido (FCC). El DCC utiliza gasóleo de vacío como materia prima para producir principalmente propileno, isobutileno e isoamileno. El aumento de la demanda de polipropileno ha favorecido el crecimiento del DCC. Las materias primas de isobutileno e isoamileno son necesarias para la producción de los  componentes de la mezcla de gasolina, metil ter-butil éter y metil ter-amil éter.

## Producción de combustibles
El propileno, el isobuteno y los amilenos son materias primas en las unidades de alquilación de las refinerías. Usando isobutano, se generan mezclas con alta ramificación para mejorar las propiedades de la combustión. Los amilenos se utilizan como precursores de los combustibles, especialmente los combustibles de aviación de volatilidad relativamente baja, exigida por diversos reglamentos.